# Namur (metrostation)
Namur is een metrostation in het stadsdeel Côte-des-Neiges–Notre-Dame-de-Grâce van de Canadese stad Montréal. Het station werd geopend op 9 januari 1984 en wordt bediend door de oranje lijn van de metro van Montréal.
De naam van het metrostation en van een voormalige straatnaam in de buurt verwijzen naar de Belgische stad Namen.